# Agence de rencontre
 (juin 2023).
Si vous disposez d'ouvrages ou d'articles de référence ou si vous connaissez des sites web de qualité traitant du thème abordé ici, merci de compléter l'article en donnant les références utiles à sa vérifiabilité et en les liant à la section « Notes et références ».
 (mai 2024).
Une agence de rencontre est un système mis en place par une personne ou une entreprise pour interpeller des gens célibataires ou non à se rencontrer. Différentes relations sont recherchées par les célibataires lorsqu'ils se joignent à une agence de rencontre. Les relations recherchées peuvent être l'amour, l'amitié et même une relation d'amant. Certaines agences sont personnalisées aux célibataires et d'autres sont libertines. Elles sont accessibles via Internet ou la téléphonie.
Les agences de rencontre se veulent complémentaires mais différentes des agences matrimoniales et des sites et application de rencontre.